# 修长卷管螺
修长卷管螺（学名：Nihonia mirabilis），是新腹足目卷管螺科长裂唇螺属的一种。主要分布于台湾，常栖息在泥沙质海底。